# Viggo Wiehe
Viggo Hjalmar Wiehe (23. december 1874 i København – 30. november 1956) var en dansk teaterskuespiller og stumfilmsskuespiller, søn af Johan Wiehe.
Han studerede drama under Karl Mantzius og Olaf Poulsen 1897-1899 og blev derefter uddannet på den Det kongelige Teaters elevskole og havde sin teaterdebut på Folketeatret under Herman Bang i 1899. Efterfølgende blev han engageret af Oddgeir Stephensens teaterselskab, og fra 1922 til 1923 på Odense Folketeater og optrådte efterfølgende også på Dagmarteatret, Det ny Teater og Casino Teateret. I årene 1912-1930 indspillede han desuden omkring 25 stumfilm, og derefter omkring 8 tonefilm.

## Filmografi
- 1912 – Trofast Kærlighed (instruktør Einar Zangenberg)
- 1912 – Kansleren kaldet "Den sorte Panter" (som Peter, ubekendt instruktør)
- 1913 – Under Møllevingen (som oberst, grev Runow, instruktør ubekendt)
- 1913 – Dr. Nicholson og den blaa Diamant (ubekendt instruktør)
- 1915 – Statens Kurér (som morder, instruktør Einar Zangenberg)
- 1915 – Den dræbende Gift (som Wilson, ubekendt instruktør)
- 1915 – Den farlige Haand (som Howard, professor i anatomi, ubekendt instruktør)
- 1915 – Zirli (som Raffel, detektiv, ubekendt instruktør)
- 1916 – Hvem er hun? (som Grev du Furnille, instruktør Emanuel Gregers)
- 1916 – Mørkets Fyrste (som Dr. Clark, ubekendt instruktør)
- 1916 – Det røde Alfabet (som Grev Brisson, instruktør Holger Rasmussen)
- 1918 – Slægternes Kamp (instruktør Ernst Dittmer)
- 1921 – Blade af Satans Bog (som Ejvins far, instruktør Carl Th. Dreyer)
- 1922 – Der var engang (som Grev de Chambord, instruktør Carl Th. Dreyer)
- 1922 – Jafet, der søger sig en Fader, I-IV (som Schweitzeren, instruktør Emanuel Gregers)
- 1922 – Frie Fugle (instruktør Emanuel Gregers)
- 1922 – Præsten i Vejlby (som kaptajn Anker, instruktør August Blom)
- 1923 – Daarskab, Dyd og Driverter (som Søren Quist, sognepræsten i Vejlby, instruktør Lau Lauritzen Sr.)
- 1924 – Kan Kvinder fejle? (som greven, instruktør A.W. Sandberg)
- 1925 – Stamherren (som oberst Næsby, instruktør Emanuel Gregers)
- 1925 – Det store Hjerte (som dr. Paaske, instruktør August Blom)
- 1927 – Vester-Vov-Vov (som landsretssagfører Storm, instruktør Lau Lauritzen Sr.)
- 1930 – Den store Dag (som Toms bedstefar, instruktør Olaf Fønss)
- 1938 – Kongen bød (som guldsmed William Lund, instruktør Svend Methling)
- 1938 – Under byens tage (som Anders, instruktør Johan Jacobsen)
- 1940 – Sommerglæder (som rektor Engberg, instruktør Svend Methling)
- 1941 – Thummelumsen (som doktoren, instruktør Emanuel Gregers)
- 1942 – Naar Bønder elsker (som godsejer Lunding, instruktør Arne Weel)
- 1946 – Far betaler (som pastor Thomsen, instruktør Johan Jacobsen)
- 1947 – Røverne fra Rold (instruktør Lau Lauritzen Jr.)